# محمد علی‌نژاد
محمد علی‌نژاد (زادهٔ ۳ ژوئیهٔ ۱۹۹۳) یک بازیکن فوتبال اهل ایران است که هم‌اکنون در باشگاه فوتبال ملوان بندر انزلی در لیگ برتر خیلچ فارس بازی می‌کند.
از باشگاه‌هایی که در آن بازی کرده‌است می‌توان به سایپا، اتکا، نساجی مازندران، نفت مسجد سلیمان و آلومینیوم اراک اشاره کرد.